# 维贾伊加尔
维贾伊加尔（Vijaigarh），是印度北方邦Aligarh县的一个城镇。总人口5921（2001年）。

## 人口
该地2001年总人口5921人，其中男性3134人，女性2787人；0—6岁人口1028人，其中男522人，女506人；识字率56.85%，其中男性为65.92%，女性为46.65%。